# Selaginella eremophila
Selaginella eremophila är en mosslummerväxtart som beskrevs av William Ralph Maxon. Selaginella eremophila ingår i släktet mosslumrar, och familjen mosslummerväxter. Inga underarter finns listade i Catalogue of Life.